# Ouled Brahem (Bordj Bou Arreridj)
Pour les articles homonymes, voir Ouled Brahem.
Ouled Brahem est une commune de la wilaya de Bordj Bou Arreridj en Algérie.
Elle se situe au sud-est de la wilaya.
C'est une commune célèbre pour ses oulémas, parmi lesquels le cheikh Mohamed el-Bechir el-Ibrahimi, fondateur de l'Association des Oulémas . 
C'est une commune révolutionnaire qui a rejoignit la libération depuis ses premiers marches.

## Histoire
Ouled Brahem est connue pour sa contribution au mouvement révolutionnaire de libération nationale de l'Algérie. Elle compte plus de 400 martyrs (chuhadâ') qui reposent dans un cimetière qui leur est consacré.